# Combretum bauchiense
Combretum bauchiense är en tvåhjärtbladig växtart som beskrevs av Hutchinson och Dalziel. Combretum bauchiense ingår i släktet Combretum och familjen Combretaceae. Inga underarter finns listade i Catalogue of Life.